# Bąków (gmina)
Bąków (od 1953 Zduny) – dawna gmina wiejska istniejąca do 1953 roku w woj. warszawskim, a następnie w woj. łódzkim. Nazwa gminy pochodzi od wsi Bąków, lecz siedzibą władz gminy były Zduny.
W okresie międzywojennym gmina Bąków należała do powiatu łowickiego w woj. warszawskim. 1 kwietnia 1939 roku gminę wraz z całym powiatem łowickim przeniesiono do woj. łódzkiego.
Po wojnie gmina zachowała przynależność administracyjną. Według stanu z 1 lipca 1952 roku gmina Bąków składała się z 29 gromad. 21 września 1953 roku jednostka o nazwie gmina Bąków została zniesiona przez przemianowanie na gminę Zduny.